# اکستون، راتلند
اکستون (به انگلیسی: Exton) یک روستا در بریتانیا است که در راتلند واقع شده‌است. اکستون ۶۰۰ نفر جمعیت دارد.